# El Tepetate de Arriba
El Tepetate de Arriba är en ort i Mexiko.   Den ligger i kommunen Calvillo och delstaten Aguascalientes, i den centrala delen av landet, 500 km nordväst om huvudstaden Mexico City. El Tepetate de Arriba ligger 1 750 meter över havet och antalet invånare är 116.
Terrängen runt El Tepetate de Arriba är huvudsakligen kuperad, men norrut är den platt. Runt El Tepetate de Arriba är det ganska tätbefolkat, med 58 invånare per kvadratkilometer. Närmaste större samhälle är Calvillo, 6,5 km norr om El Tepetate de Arriba. I omgivningarna runt El Tepetate de Arriba växer huvudsakligen savannskog.